# 杜瓦特家族
《杜瓦特家族》（西班牙文：La Familia De Pascual Duarte）1989年諾貝爾文學獎西班牙得主卡米洛·何塞·塞拉的代表作，出版於1942年。

## 內容
正在獄中服刑的農夫，透過內心獨白檢視他周遭的社會和家族環境，以及回憶曾經犯下的多宗的謀殺案。